# Rafaela Ottiano
Rafaela Ottiano est une actrice d'origine italienne (naturalisée américaine), née le 4 mars 1888 à Venise (Vénétie), morte d'un cancer le 18 août 1942 à Boston — Quartier d'East Boston (Massachusetts).

## Biographie
Émigrée en 1910 aux États-Unis, Rafaela Ottiano débute au cinéma en 1924 et, après un second (donc dernier) film muet en 1926, tourne régulièrement de 1932 à 1942, année de sa mort. En tout, elle contribue à quarante-quatre films américains, comme second rôle de caractère (parfois dans des petits rôles non crédités).
Au théâtre, elle joue à Broadway (New York) dans trois pièces, la première également en 1924. La deuxième est Diamond Lil (en) de (et avec) Mae West, produite en 1928 — les deux actrices reprennent leurs rôles respectifs dans l'adaptation au cinéma de 1933, titrée Lady Lou en français et réalisée par Lowell Sherman —. La troisième est Grand Hotel (d'après un roman de Vicki Baum), avec Sam Jaffe et Albert Dekker, représentée 459 fois de novembre 1930 à décembre 1931 ; là encore, Rafaela Ottiano reprend son rôle dans l'adaptation au cinéma de 1932 (son premier film parlant, réalisé par Edmund Goulding sous le même titre), cette fois aux côtés de Greta Garbo.
Parmi ses autres films notables, citons Les Poupées du diable de Tod Browning (1936, avec Lionel Barrymore), ainsi que Le Retour de Topper de Roy Del Ruth (1941, avec Joan Blondell et Roland Young). Son dernier film est Ma femme est un ange (I Married an Angel) de W. S. Van Dyke (1942, avec Jeanette MacDonald et Nelson Eddy), sorti peu avant sa mort.

## Théâtre (à Broadway)
- 1924 : Sweeney Todd de George Dibdin-Pitt
- 1928 : Diamond Lil de Mae West, costumes de Dolly Tree, avec Jack La Rue, Mae West
- 1930-1931 : Grand Hotel, adaptation par William A. Drake du roman Menschen im Hotel de Vicki Baum, mise en scène (et production) d'Herman Shumlin, avec Walter Baldwin, Joseph Calleia, Albert Dekker, Sam Jaffe

## Filmographie partielle
- 1926 : Married ? de George Terwilliger
- 1932 : Grand Hotel d'Edmund Goulding
- 1932 : Comme tu me veux (As You Desire Me) de George Fitzmaurice
- 1932 : The Washington Masquerade de Charles Brabin
- 1933 : Female de Michael Curtiz
- 1933 : Ann Vickers de John Cromwell
- 1933 : Bondage d'Alfred Santell
- 1933 : Lady Lou (She Done Him Wrong) de Lowell Sherman
- 1934 : The Last Gentleman de Sidney Lanfield
- 1934 : Mandalay de Michael Curtiz
- 1934 : A Lost Lady, d'Alfred E. Green
- 1934 : Les Grandes Espérances (Great Expectations) de Stuart Walker

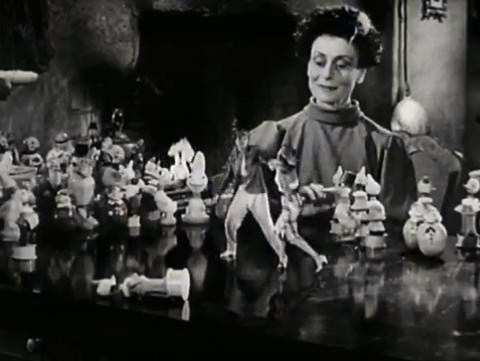
Dans Les Poupées du diable (1936)

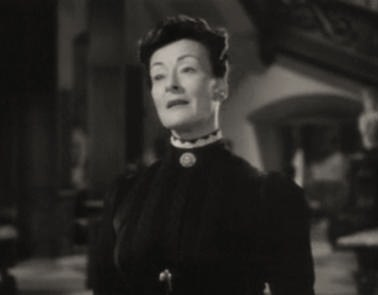
Dans Le Retour de Topper (1941)

- 1935 : The Florentine Dagger de Robert Florey
- 1935 : Avril enchanté (Enchanted April) d'Harry Beaumont
- 1935 : Boucles d'or (Curly Top) d'Irving Cummings
- 1935 : The Lottery Lover de Wilhelm Thiele
- 1935 : Cocktails et Homicides (Remember Last Night ?) de James Whale
- 1935 : Crime et Châtiment (Crime and Punishment) de Josef von Sternberg
- 1935 : One Frightened Night (en) de Christy Cabanne
- 1936 : La Loi du plus fort (Riffraff) de J. Walter Ruben
- 1936 : Les Poupées du diable (The Devil-Doll) de Tod Browning
- 1936 : Mad Holiday de George B. Seitz
- 1936 : Anthony Adverse de Mervyn LeRoy
- 1937 : Le Chant du printemps (Maytime) de Robert Z. Leonard
- 1937 : The League of Frightened Men d'Alfred E. Green
- 1937 : L'Heure suprême (Seventh Heaven) d'Henry King
- 1938 : Marie-Antoinette (Marie Antoinette) de W. S. Van Dyke
- 1938 : Frou-frou (The Toy Wife) de Richard Thorpe
- 1938 : Pour un million (I'll Give a Million) de Walter Lang
- 1938 : Suez d'Allan Dwan
- 1939 : Paris Honeymoon de Frank Tuttle
- 1940 : L'Angoisse d'une nuit (Vigil in the Night), de George Stevens
- 1940 : Les Hommes de la mer (The Long Voyage Home) de John Ford
- 1940 : Passion sous les tropiques (Victory) de John Cromwell
- 1941 : Le Retour de Topper (Topper Returns) de Roy Del Ruth
- 1942 : Les aventures de Martin Eden (en) (The Adventures of Martin Eden) de Sidney Salkow
- 1942 : Ma femme est un ange (I Married an Angel) de W. S. Van Dyke